# What a Girl Wants (phim)
What a Girl Wants (tạm dịch: Điều mà một cô gái muốn) là một bộ phim năm 2003 với diễn viên chính là Amanda Bynes, Colin Firth, Kelly Preston và Oliver James. Đạo diễn của phim là Dennie Gordon. Bộ phim được làm lại từ phim The Reluctant Debutante năm 1958.

## Cốt truyện
Daphne Reynolds (Amanda Bynes) có mọi thứ mà bất kỳ cô gái nào mong muốn—hay không phải. Cô gái trẻ người Mỹ này có phong cách riêng của mình, một tình yêu lớn cho người mẹ người Bohemia của cô tên Libby và 1 tương lai đầy tham vọng. Tuy vậy, Daphne vẫn thấy không hoàn thiện.
Cô mơ một ngày được gặp người cha mà cô chưa từng được găp, người đàn ông mà Libby (Kelly Preston) đã yêu say đắm 17 năm trước, nhưng phải bỏ hai mẹ con ra đi vì gia đình hoàng gia của ông thấy cô ta không phù hợp. Và Daphne đã quyết định đi tìm người cha của cô, khi bay đến Luân-Đôn, cô nhanh chóng phát hiện ra cha cô là 1 nhà chính trị gia cấp cao tên Ngài Henry Dashwood (Colin Firth). Henry chào đón cô bé vào cuộc sống của ông nhưng sự xuất hiện của Daphne đã làm nguy hiểm đến danh tiếng của ông. Vì không muốn mạo hiểm chiến dịch ứng cử của ông, Daphne đã phải chỉnh sửa lại chính mình để trở thành một thiếu nữ đúng đắn và tham gia các hoạt động chính trị của Anh Quốc. Nhưng kể cả với sự ủng hộ của Henry, cô vẫn không nhận được sự giúp đỡ từ cô vợ sắp cưới của ông hay cô con gái ganh tỵ của bà, và luôn tìm cách phá hoại Daphne bất kỳ lúc nào.
Với sự hướng dẫn của Ian (Oliver James), 1 nhạc sĩ trẻ tốt bụng, Daphne đã chứng minh được rằng tình yêu cùng phép xã giao nghiêm chỉnh, có thể chiến thắng tất cả. Nhưng Daphne sớm nhận ra rằng cô không bằng lòng với con người mà cô đã trở nên. Cô càng muốn trở thành con gái của cha cô bao nhiêu, cô càng nhận ra rằng điều này không xứng đáng nếu cô không phải là chính cô. Cô trở về nhà nhưng Henry nhận ra ông yêu cô con gái biết mấy và đi tìm kiếm cô. Bộ phim kết thúc với cảnh mẹ của Daphne chính thức kết hôn với cha cô. Daphne cũng trở thành bạn gái của Ian và cô vào đại học tại Oxford để được gần cậu ta hơn. Họ đều chuyển đến nhà của ông Henry.

## Diễn viên
- Amanda Bynes - Daphne Reynolds
- Colin Firth - Henry Dashwood
- Kelly Preston - Libby Reynolds
- Eileen Atkins - Jocelyn Dashwood
- Anna Chancellor - Glynnis Payne
- Jonathan Pryce - Alistair Payne
- Oliver James - Ian Wallace
- Christina Cole - Clarissa Payne
- Sylvia Syms - Princess Charlotte
- Soleil McGhee - Daphne lúc còn trẻ
- Peter Reeves - Ngài John Dashwood
- James Greene - Percy

## Những Trang liên quan
- Trang Web chính thức cho bộ phim
- What a Girl Wants trên Internet Movie Database
- What a Girl Wants tại Yahoo! Movies